# Římskokatolická farnost Ivančice
Římskokatolická farnost Ivančice je územní společenství římských katolíků s farním kostelem Nanebevzetí Panny Marie v děkanství rosickém. Do farnosti patří město Ivančice a jeho části Alexovice, Letkovice a Němčice.

## Historie farnosti
Ivančice patří mezi nejstarší města na Moravě a již po svém založení musely mít faru a kostel, protože už v nejstarší písemné zmínce o Ivančicích z roku 1221 figuruje Matouš (Mathias de Ywansiz), snad kněz. Současný farní kostel stojí pravděpodobně na místě, kde stával jeho dřevěný předchůdce. Jeho stavba začala na konci 13. století. Rozestavěný kostel byl v roce 1304 vypálen Kumány sloužícími ve vojsku rakouského vévody Albrechta. Kostel byl postupně dokončen a zaklenut v průběhu 15. století.
Během 16. století v Ivančicích nabývali převahy nekatoličtí duchovní, zejména čeští bratři. Prvním katolickým farářem po zahájení rekatolizace byl Mikuláš Kochenius. V letech 1622 až 1675 náležely do ivančické farnosti také Čučice, mezi lety 1760 a 1787 i Neslovice.

## Duchovní správci
Během druhé světové války byl popraven (za druhého stanného práva, tj. druhé heydrichiády v červnu 1942) tehdejší ivančický farář P. Adolf Tesař. Jeho dosavadní kaplan P. Jan Slabý byl poté zde ustaven farářem a působil zde až do roku 1962, kdy mu byl odebrán státní souhlas k výkonu kněžské služby. Pod jeho vedením prošel farní kostel v letech 1947 až 1953 rozsáhlou opravou. Ve farnosti působili také Mons. Karel Pavlíček, P. Josef Večera i P. Vít Fatěna. Od 1. srpna 2012 byl farářem R. D. Mgr. Pavel Römer. K 1. srpnu 2017 byl novým farářem jmenován R. D. Mgr. RNDr. Miroslav Kazík, toho 1. srpna 2025 vystřídal R. D. Mgr. Mariusz Józef Sierpniak.

## Bohoslužby
| Kostel                  | Místo    | Bohoslužba (den)                           | Hodina                                                     | Poznámka     |
| ----------------------- | -------- | ------------------------------------------ | ---------------------------------------------------------- | ------------ |
| Nanebevzetí Panny Marie | Ivančice | neděle pondělí středa čtvrtek pátek sobota | 7.00, 9.00 18.00 (zima)/19.00 (léto) 7.30 7.30, 18.00 7.30 | Farní kostel |

## Aktivity ve farnosti
Ve farnosti funguje ekonomická i pastorační rada, také chrámová schola a dětský pěvecký sbor. Výuka náboženství probíhá na faře.
Na 8. květen připadá Den vzájemných modliteb farností za bohoslovce a bohoslovců za farnosti brněnské diecéze. Adorační den se koná 7. listopadu.
Ve farnosti se pravidelně koná tříkrálová sbírka. V roce 2015 její výtěžek činil 107 179 korun.